# Tigre con una tortuga

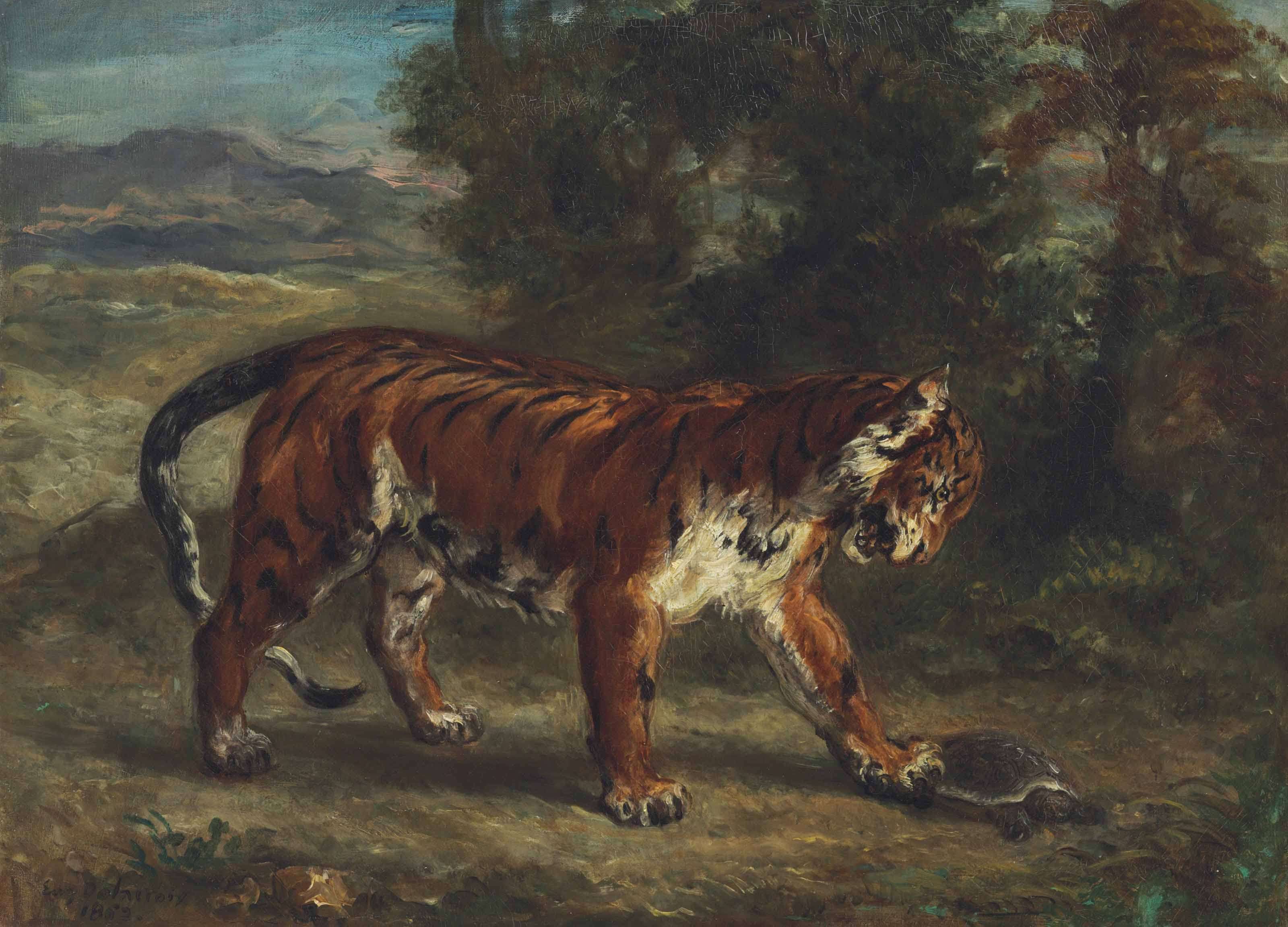
Tigre con una tortuga (1862) de Eugène Delacroix.

Tigre con una tortuga o Tigre jugando con una tortuga es una pintura animalística al óleo sobre lienzo de 1862 del artista romántico francés Eugène Delacroix. Fue vendida por Christie's en Nueva York por 9,875.000 dólares en mayo de 2018.